# Rebbachisauridae
Die Rebbachisauridae sind eine Familie der Diplodocoidea. Sie wurde 1997 von José Fernando Bonaparte definiert. Die Rebbachisauridae lebten auf den Kontinenten Europa, Südamerika und Afrika.

## Merkmale
Die Rebbachisauridae waren wie alle Sauropoden vierbeinig laufende (Quadrupedie), pflanzenfressende (herbivore) Dinosaurier. Sie hatten einen kleinen Kopf, einen langen Hals und Schwanz.

### Schädel

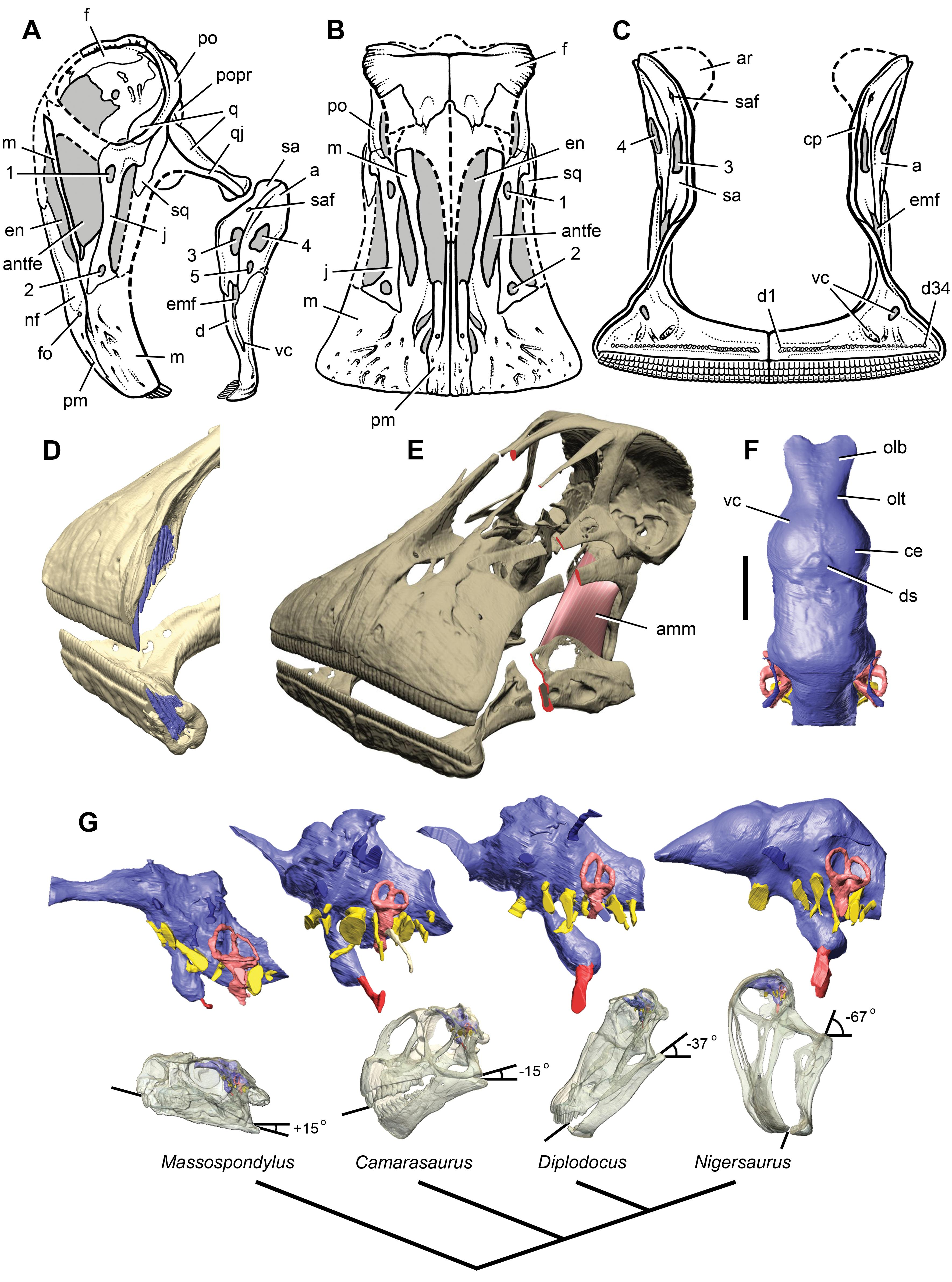
Rekonstruktion der Kopfhaltung von Nigersaurus taqueti im Vergleich zu anderen Sauropodomorpha

Einzigartig unter den Sauropoden und nur bei den Rebbachisauriden zu finden sind Zahnbatterien. Er zeigt für einen herbivoren Dinosaurier extreme Anpassungen und außerdem ist diese Anpassung nur bei Hadrosauriern und Ceratopsiden zu finden.
Wenn man den Unterkiefer von oben betrachtet, erscheint er L-förmig und bildet ein sehr breites, kastenförmiges Gebiss, das gerade Zahnreihen enthält, die quer zum Längsschaft des Unterkiefers stehen – ein unter Dinosauriern einzigartiges Merkmal. Die Gesamtlänge des Unterkiefers wird von der Breite der Schnauze leicht übertroffen.
Oberkiefer wie Unterkiefer weisen Zahnbatterien auf, welche tief in das Maxillare, das Premaxillare sowie das Dentale eingebettet sind. So standen unter jedem der über 100 aktiven Zähne bis zu 10 Ersatzzähne, insgesamt hatte der Schädel über 500 Zähne. Die Zähne wirkten wie eine Schere, die Pflanzenbewuchs abschnitt. Die Zähne nutzten sich dabei schnell ab – bei keinem anderen Dinosaurier ist eine größere Abnutzrate bekannt. Die Zahnbatterien sorgten für einen kontinuierlichen Zahnwechsel, nach Sereno wuchs etwa jeden Monat ein Zahn nach. Jedenfalls besaß Nigersaurus keine der speziellen Anpassungen, die bei anderen Dinosauriern mit Zahnbatterien nachgewiesen wurden.

### Rumpf
Der Hals ist im Vergleich mit anderen Sauropoden kurz, die 13 Halswirbel haben nur 130 % der Länge der Rückenwirbelsäule. Ein kurzer Hals und eine geringere Größe zeichnen die meisten Rebbachisauriden sowie Dicraeosauriden aus, die damit im Gegensatz zu den großen, langhalsigen Diplodociden stehen. Ob diese Merkmale der Diplodociden abgeleitete Merkmale dieser Familie sind, oder ob sich die gemeinsamen Merkmale der Dicraeosauridae und der Rebbachisauridae konvergent entwickelt haben, ist jedoch nicht klar.
Mit Maraapunisaurus könnte ein sehr großer Vertreter der Sauropoden zu den Rebbachisauriden gezählt haben.

## Systematik und Taxonomie

### Taxonomie
Die erste Gattung der Rebbachisauridae, Rebbachisaurus, wurde von Jack McIntosch 1990 in die Diplodocidae, Unterfamilie Dicraeosaurinae, eingeordnet. Als in den nächsten Jahren weitere ähnliche Dinosaurier entdeckt wurden, wurde klar, dass diese Dinosaurier eine bestimmte Gruppe bildete, die Bonaparte 1997 Rebbachisauridae nannte.

### Äußere Systematik
Die Rebbachisauridae sind innerhalb der Diplodocoidea, einer Gruppe der Neosauropoden. Das Schwestertaxon sind die Flagellicaudata (Diplodocidae + Dicraeosauridae). Folgendes Kladogramm zeigt die Verwandtschaftsverhältnisse:
|                 | Rebbachisauridae                                                 |
|                 |                                                                  |
| Flagellicaudata | \| \| Dicraeosauridae \| \| \| \| \| \| Diplodocidae \| \| \| \| |
|                 | \| \| Dicraeosauridae \| \| \| \| \| \| Diplodocidae \| \| \| \| |
|                 | Dicraeosauridae                                                  |
|                 |                                                                  |
|                 | Diplodocidae                                                     |
|                 |                                                                  |

|  | Dicraeosauridae |
|  |                 |
|  | Diplodocidae    |
|  |                 |

|                 | Rebbachisauridae                                                 |
|                 |                                                                  |
| Flagellicaudata | \| \| Dicraeosauridae \| \| \| \| \| \| Diplodocidae \| \| \| \| |
|                 | \| \| Dicraeosauridae \| \| \| \| \| \| Diplodocidae \| \| \| \| |
|                 | Dicraeosauridae                                                  |
|                 |                                                                  |
|                 | Diplodocidae                                                     |
|                 |                                                                  |

|  | Dicraeosauridae |
|  |                 |
|  | Diplodocidae    |
|  |                 |

### Gattungen
- Cathartesaura[10]
- Demandasaurus[11]
- Limaysaurus
- ? Maraapunisaurus[7]
- Nigersaurus
- Nopcsaspondylus
- Lavocatisaurus
- Rayososaurus
- Rebbachisaurus
- Tataouinea[12]